# 马赫恩
马赫恩（德語：Machern）是德国萨克森州的市镇，隶属于莱比锡县。总面积为38.92平方千米，截至2023年12月31日总人口为6,756人。